# Буньков, Степан Михайлович
Степан Михайлович Буньков (23 декабря 1900 года, деревня Гаёва, ныне Ирбитское муниципальное образование, Свердловская область — 19 сентября 1970 года, Москва) — советский военный деятель, Генерал-лейтенант (1944 год).

## Начальная биография
Степан Михайлович Буньков родился 23 декабря 1900 года в деревне Гаёва Гаевской волости Ирбитского уезда Пермской губернии (ныне Ирбитское муниципальное образование Свердловской области).

## Военная служба

### Гражданская война
19 сентября 1919 года был призван в ряды РККА, после чего служил в составе 3-й армии на Западном фронте красноармейцем 3-го запасного полка и запасного батальона 51-й стрелковой дивизии, а также письмоводителем Витебских повторных курсов 3-й армии. Принимал участие в ходе советско-польской войны, а также в боевых действиях против войск под командованием генерала С. Н. Булак-Балаховича.

### Межвоенное время
В июне 1921 года был направлен на учёбу на 45-е Витебских пехотные командные курсы, по окончании которых в сентябре 1922 года был назначен на должность командира отделения 5-го пограничного Карельского полка (2-я пограничная дивизия), в сентябре 1923 года — на должность помощника командира взвода 3-й отдельной пограничной роты войск ОГПУ, а в апреле 1924 года — на должность начальника заставы и помощник командира по строевой и хозяйственной части Ребольского пограничного отряда.
В октябре 1924 года был направлен на учёбу в Высшую пограничную школу ОГПУ, по окончании которой в августе 1925 года был назначен на должность помощника коменданта по строевой и хозяйственной части 5-го Сестрорецкого пограничного отряда, в январе 1929 года — на должность начальника маневренной группы этого отряда, в июне 1932 года — на должность командира отдельного дивизиона войск ОГПУ, в 1934 году — на должность командира 154-го полка войск НКВД, в 1936 году — на должность начальника штаба 1-го Колевальского пограничного отряда, а в сентябре 1938 года — на должность начальника 8-го пограничного отряда в Гдове.

### Великая Отечественная война
14 июля 1941 года Степан Михайлович Буньков был назначен на должность командира 22-й мотострелковой дивизии войск НКВД, ведшей оборону в Прибалтике и на ораниенбаумском плацдарме.
В сентябре 1941 года был назначен на должность начальника охраны тыла 23-й армии (Ленинградский фронт), в этом же месяце назначен командиром отдельной стрелковой бригады пограничных войск НКВД (14 августа 1942 года переформирована в 27-ю отдельную стрелковую бригаду), а 7 декабря — на должность командира 56-й стрелковой дивизии, оборонявшейся к юго-востоку от Ленинграда, а затем участвовавшей в ходе Синявинской и Ленинградско-Новгородской операций. Буньков умело управлял дивизией при освобождении Пушкина и Слуцк, за что дивизии было присвоено почётное наименование «Пушкинская», а С. М. Буньков награждён орденом Кутузова 2-й степени. За успешное форсирование реки Луга и овладение к исходу 12 февраля 1944 года городом Луга дивизия была награждена орденом Красного Знамени. Вскоре дивизия участвовала в ходе Псковско-Островской операции.
29 июля 1944 года Степан Михайлович Буньков был назначен на должность командира 12-го гвардейского стрелкового корпуса, который участвовал в Тартуской и Рижской наступательных операциях, в ходе которых были освобождены города Валга, Валка и Валмиера. Вскоре корпус участвовал в ходе Варшавско-Познанской, Восточно-Померанской и Берлинской наступательных операциях, за что Буньков был награждён орденами Красного Знамени, Ленина и Богдана Хмельницкого 2-й степени.
В апреле 1945 года генерал-лейтенант Буньков был направлен на учёбу в Высшую военную академию имени К. Е. Ворошилова.

### Послевоенная карьера
По окончании академии в феврале 1946 года генерал Буньков короткое время командовал 2-й гвардейской стрелковой дивизией, но уже в апреле этого же года был зачислен в распоряжение МВД СССР. Вскоре был назначен на должность начальника Управления пограничных войск Хабаровского округа, а в январе 1948 года — на должность заместителя начальника Главного управления внутренних и конвойных войск МВД СССР. С 19 января 1955 по 15 февраля 1957 года — начальник Управления войск МВД СССР в ГДР.
С 1957 по 1959 год — первый заместитель начальника внутренних войск МВД СССР.
Генерал-лейтенант Степан Михайлович Буньков 20 апреля 1959 года вышел в запас. Умер 19 сентября 1970 года в Москве. Урна с прахом захоронена в колумбарии Новодевичьего кладбища.

## Награды
- Орден Ленина (21.02.1945)[3]
- Четыре ордена Красного Знамени (17.01.1942, 22.07.1944, 03.11.1944, 1949)
- Орден Кутузова II степени (21.02.1944)
- Орден Богдана Хмельницкого II степени (29.06.1945)
- Орден Отечественной войны I степени
- Орден Красной Звезды (1941)
- Медали[4].

Иностранные награды
- Крест Храбрых (19.12.1968, ПНР)[5]